# Víctor Zalles Guerra
Víctor Zalles Guerra (La Paz, Bolivia;) fue un destacado periodista boliviano, fundador de la Revista 'Oro y Negro' junto con Francisco Villarejos, siendo su Director. Esta revista fue de carácter cultural y político de clara orientación liberal. También fue un empresario vinculado con el teatro y la música.
Su familia fue una de las más prominentes de la ciudad de La Paz siendo parte de los hechos más importantes de la urbe desde varias generaciones atrás. Durante la Guerra del Chaco sus hermanos menores, Carlos, Luis Reynaldo y Ernesto se destacaron como héroes, cayendo los dos primeros en el campo de Batalla sólo regresando el último con vida.

## Presidente del Club The Strongest
Por edad, él no fue llamado al frente, pero eso no le impidió contribuir dentro de sus posibilidades al esfuerzo de Guerra. Es justo el año de 1932 que asume la presidencia del Club The Strongest con el objetivo de ganar el Torneo de Fútbol de la LPFA de ese año. Sin embargo, ante la inminencia del conflicto armado en el Sur de Bolivia, decide retirar al Club del Torneo y convocar a una reunión extraordinaria a todos los socios del Club en la cual decidieron ofrecerse como voluntarios al Ejército Boliviano para conformar un Batallón que se desplace a la frontera sur.
Es así como un contingente de 1.200 voluntarios conformaron junto con jugadores del primer plantel y miles de hinchas todo un batallón que participó en los hechos más destacados de la guerra como fueron el Sitio de Boquerón, la Batalla de Cañada Strongest o la Defensa de Villamontes entre muchos otros.
En La Paz don Víctor Zalles organizó una serie de eventos con el fin de recaudar fondos y suministros para enviar al frente entre los que estaban partidos de exhibición, así como el llamado 'Correo de Guerra' que fue una iniciativa para poder poner en contacto a los familiares con los soldados en el frente y también con los prisioneros, y que tuvo mucho éxito, ya que también permitió la comunicación de los prisioneros paraguayos con sus familiares en el país vecino.
Una vez finalizada la Guerra se emprendió la normalización de las actividades, comenzando con la organización del primer torneo de posguerra que se jugó entre diciembre de 1935 y abril de 1936 siendo Campeón The Strongest. Don Víctor Zalles también organizó el primer partido internacional de posguerra con la invitación del Club Ferroviarios de Arica jugado sólo dos meses después de la finalización del conflicto y con la participación de jugadores del primer plantel de 1932 que volvían como veteranos de guerra.
Dejó el cargo en 1936
| Predecesor: Adolfo Ascarrunz Farfán | Presidente de The Strongest 1932-1936 | Sucesor: Gustavo Carlos Otero |